# Thuislezers
De benaming thuislezers wordt gebruikt voor diverse groepen Nederlandse christenen die thuis preken lezen en geen (of nauwelijks) kerkdiensten bezoeken. Het fenomeen is vooral bekend binnen kringen van bevindelijk gereformeerden.
Een in 2012 gehouden onderzoek door het tot deze stroming behorende familieblad Terdege schat het aantal mensen dat in de eigen woning godsdienstoefeningen houdt op tussen de 3000 en 6000. Volgens dit onderzoek zijn er ten minste acht typen thuislezers te onderscheiden. De bekendste groep zijn de volgelingen van Jan Pieter Paauwe, een predikant die begin 20e eeuw buiten de Nederlandse Hervormde Kerk kwam te staan. Zij worden ook wel paauweanen genoemd. Door de roman Knielen op een bed violen van Jan Siebelink verkregen zij ook buiten bevindelijk gereformeerde kring enige bekendheid.
Een belangrijk deel van het aantal thuislezers bestaat uit mensen die zich niet meer thuis voelen in de bevindelijk gereformeerde kerken, omdat daar in hun ogen de waarheid niet geheel verkondigd wordt. Zij grijpen terug op preken van de zogenaamde oudvaders. Een andere relatief grote en in omvang toenemende groep zijn behoudende evangelische christenen.
Drie kleinere groepen zijn reformatorische sympathisanten van de Engelse Strict Baptists, die hun kinderen niet willen laten dopen en zodoende buiten de reformatorische kerken in Nederland vallen, de volgelingen van wijlen ds. Rustige uit Hierden en thuislezende Messiasbelijdende joden. Verder zijn er reformatorische christenen die het gebruik van een vervoermiddel op zondagen afwijzen in verband met de zondagsheiliging, waardoor het vooral buiten de Bijbelgordel moeilijk wordt om een kerk te bezoeken. Tot slot zijn er mensen die door traumatische ervaringen met predikanten of kerkenraden besloten hebben voortaan thuis te lezen.
De meeste kinderen van thuislezers bezoeken reformatorische of protestants-christelijke scholen. Er zijn echter ook thuislezers die hun kinderen uit principe zelf les geven.